# Fő út (XV. kerület)
A XV. kerületi Fő út Rákospalotán található, és bár korábban valóban a település legfontosabb közútja volt, ma már csak a városrész jelentős közterületeinek egyike.

## Fekvése
A Fő út a Kossuth utcából nyílik, körülbelül a Csobogós utca szabálytalan folytatásaként és a Széchenyi térig egyenesen halad. A téren található Kossuth-szobor előtt elkanyarodik a Budapest–Szob-vasútvonal irányába, és a vasútvonalon átvezető gyalogos átjárójánál ér véget. Képzeletbeli folytatása az újpesti Árpád út.
1974-ig a közúti forgalom ezen az úton zajlott a IV. és XV. kerületek között, ám az Árpád úti felüljáró átadásával a vasúti átjárót lezárták a közúti forgalom elől, a gyalogosforgalom számára tartották fenn, itt ma már járművek nem haladhatnak át.

## Kialakulása, története
A Fő út az ősi Palota falu főutcája volt. Legkorábbi ábrázolása az 1775-ös Pest környékének felmérése című (eredetileg német nyelvű) térképén található, de a Fő út felbukkan az első katonai felmérés 1763 és 1787 között készült szelvényén is. Feltehető, hogy a törökök kiűzetését követő időszakban már ehhez az úthoz igazodva alakult ki a mai településszerkezet. Az útvonal településformáló jelentőségét bizonyítja,  hogy a falu lakott területének 1800-as évek elején bekövetkező bővülésekor választóvonalat képzett az ősi és az újonnan beépített terület között. Újpest megalakulását megelőzően a mai Fő út Újpestre eső szakasza elágazott, egyik ága a mai Viola utca magasságában az Ördög-malomhoz vezetett, ahol a Váci útba csatlakozva Pestre lehetett jutni, míg másik ága a mai Árpád út folytatásaként vezetett a váci országúthoz.
Az útvonal regionális jelentőségére utal, hogy a megye úthálózatának 1874-es állapotát mutató térképen már szerepel az az Újpesttől Gödöllőig tartó országút, melynek rákospalotai nyomvonalának egy szakaszát a Fő út adta. Ez a nyomvonal egészen 1974-ig fennmaradt, a Fő út ugyanis az országos közúthálózat részét képező 201-es, majd 26-osra átszámozott, Újpestről Fóton át Gödöllőig vezető törvényhatósági közút része volt. Az Árpád úti felüljáró megépítésekor került le az útról a fóti forgalom, ekkortól ugyanis a Hubay Jenő tér felé vitték a ma 2102-esnek nevezett országút városi szakaszát.

## Elnevezése
Ősi, több száz éves útvonalról lévén szó, melynek korai neveiről nem maradtak fenn dokumentumok, csak annyit tudunk róla, hogy köznevesült formában több elnevezést is használtak, így a főutca, Nagy utca, Pestről vezető út név is előfordult említésekor. A 19. század végén már használatban volt a tulajdonnévi formájú Fő út név. Az utcanévlexikon szerint 1929-ben, valószínűleg azonban már 1926-ban felvette Magyarország akkori kormányzójának, Horthy Miklósnak a nevét. 1945-ben nevét Dózsa György útra változtatták, majd 1992-ben neve ismét Fő út lett.

## Tömegközlekedés
Ma a Fő út több különböző szakaszát is érintik tömegközlekedési járatok, egybefüggően azonban csak a 10-es és az 55-ös villamosok haladtak végig rajta 1974-ig. Jelenleg a Fő utat érinti a 12-es villamos, valamint az 5-ös 96-os, 104-es, 104A, 124-es, 125-ös, 125B, 170-es, 204, 296, 296A, valamint a Volánbusz több helyközi autóbuszjárata.

## Jelentős szobrok, épületek
A Széchenyi téri kanyarulat mellett található a mai Budapest területén álló, legrégebben felavatott közterületi Kossuth-szobor, Barcza Lajos 1908-ban átadott alkotása. 

Ugyan nem a Fő útra, hanem a Kossuth utcára van számozva a reformátusok ún. tűtornyos temploma, ám mivel az épület épp a Fő út torkolatával szemközt áll, mintegy az utca lezárását adva,  nem lehet említetlenül hagyni. A templomot 1942-ben szentelték fel, és – akárcsak a városrész többi református templomát – ezt is Csaba Rezső tervei alapján építették.
- 2. sz. (Énekes utca 1/A): Rákospalota első bérháza, 1900 és 1905 között építtette Reicz Miklós. A házat szecessziós stílusú ablakai teszik jellegzetessé, ismertségét pedig annak köszönheti, hogy első emeletén lakott Babits Mihály 1911 és 1912 között. Az épületen emléktábla van a jeles irodalmár rákospalotai tartózkodásának adataival.[7]
- 33-35 sz.: 1893-ban építtette a Váci katolikus egyházmegye plébániaépület és katolikus iskola számára. A telket 1891-ben vásárolta meg az egyházmegye, két év múlva költözött ide a plébánia. Negyven szobája volt az épületnek, melyekben nyolc katolikus pap lakott. 1952-ben erőszakkal elvették tulajdonosától az épületet, az itt tárolt iratokat és a könyvtár köteteit is elégették.[7] Később egyik szárnyában a Junior gyermekélelmezési vállalat konyhája működött, míg másik szárnyában jelenleg is egy bölcsőde üzemel. Az épületet 2014-ben az önkormányzat felújíttatta.[12]
- 39. és 41. sz.: két, egymástól függetlenül, 1860-1870 körül épült parasztház. Értékét a jellegzetes, öregfalusi karaktert mutató, máig megőrzött építészeti megoldások adják, így az utcafrontra csak egy ablakkal néző oromfal, és a tornác. 1994-ben, mikor a Palotai tegnapok könyvéhez gyűjtötte az adatokat Buza Péter, még sajnálkozott a 41-es számú ház leromlott, az összedőléshez közeli állapotán.[13] 2010-ben Perczel Anna építész, a kerület épített értékeit gyűjtő munkája során már dicséri és példaértékűnek nevezi a felújítást. Valóban, ma már szép állapotban van az épület – már ami látszik belőle a magasra épített, falszerű kerítéstől.
- 62. sz.: Rákospalota legrégebbi gyógyszertára az 1891-ben alapított, Megváltóhoz címzett patika. Az épület 1880 körül épülhetett, mindig gyógyszertár működött benne, a két világháború között például Kropp Kálmáné. Ennél a patikánál vették fel a Patika című televíziós sorozat címadó intézményének külső helyszínen forgatott jeleneteit.